# Mick Thomson
Michael Gordon Thomson (* 3. listopadu 1973), známý jednoduše jako Mick, nebo pod jeho číslem #7, je známý především jako jeden ze dvou kytaristů hudební skupiny Slipknot.

## Osobní život a kariéra

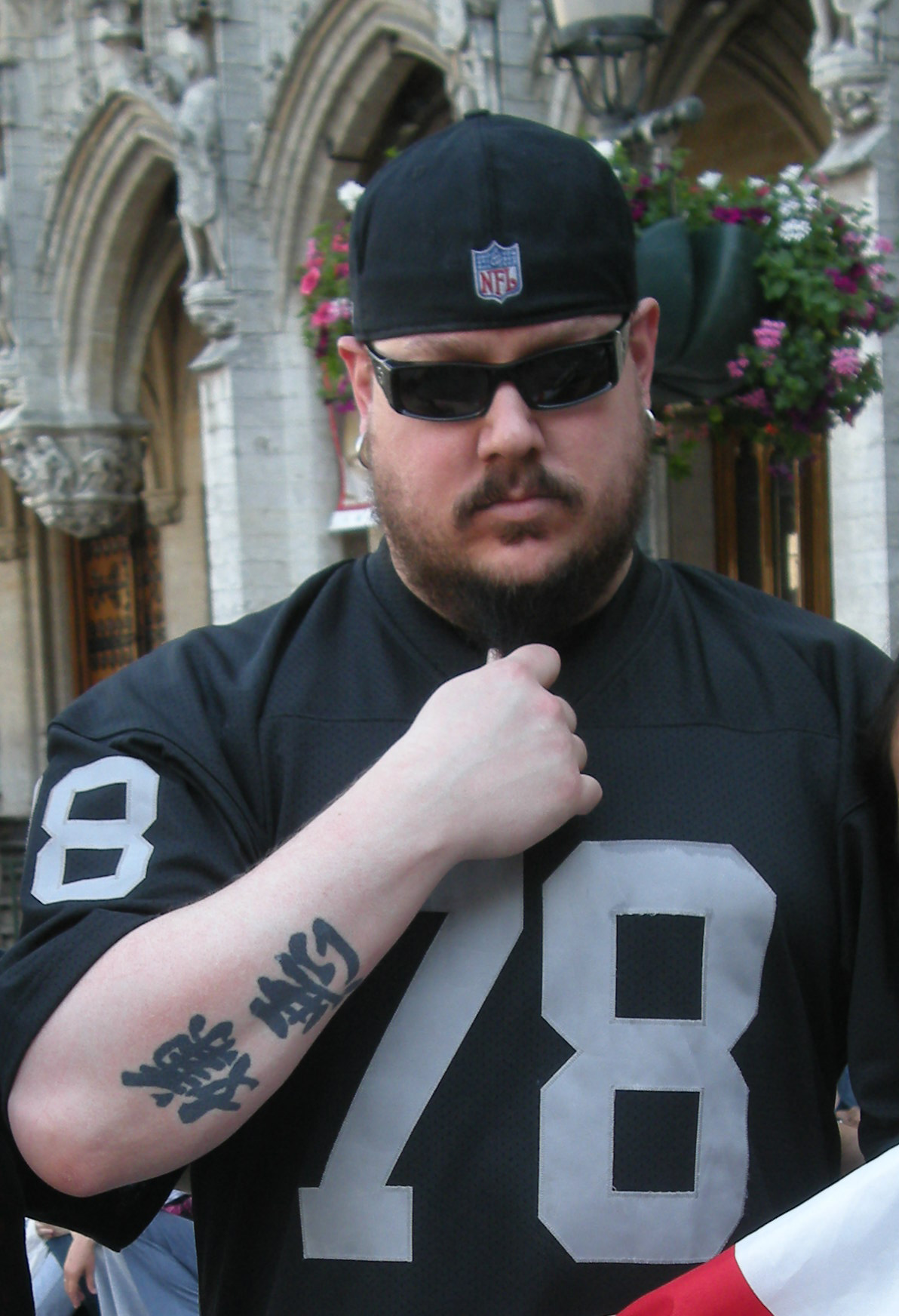
Mick Thomson bez masky.

Mick se narodil ve městě Des Moines v Iowě. V mládí hrál ve skupině Body Pit. V roce 1996 se dostal do skupiny Slipknot, v které zaujal místo Craiga Jonese, který se pak ujal role samplera.
Mick používá své číslo (#7) více než většina členů ze Slipknot. Například má na ruce vytetováno Seven , a na svých minulých třech kytarách též použil nápis Seven. Mimo Slipknot dává lekce v kytarové škole „Ye Old Guitar Shoppe“. V obchodech s hudebninami v Des Moines dává rady začátečníkům. Objevil se i na albu Doomsday X od Malevolent Creation. Také je vidět ve videoklipu „No Pity on the Ants“ od skupiny Lupara.
Mick je vášnivý rybář, a fascinují ho sérioví vrazi. Na toto téma uvedl: Kdybych byl slavný zabiják, tak bych si vzal za vzor některého z celé řady zabijáků, například někoho jako je Albert Fish nebo Ed Gein. Ale já nejsem násilnou osobou od přírody. Neserte mě a budete v pohodě.
Mick má na těle několik tetování: na pravé ruce má slovo 嫌惡, japonský výraz pro nenávist, slovo „Seven“ na levé ruce, dále „Morbidní anděl“ na jeho rameni, obrácený kříž mezi lopatkami, „SlipKnoT“ pravém lýtku, a znamení zvěrokruhu (štír) na levém lýtku.
Říká se že na shows nikdy nezvedá prostředník vždy jen malík a ukazovák. V roce 2006 vyrazil na své vlastní kytarové turné, kde rozdával rady začínajícím kytaristům. Na DVD Voliminal: Inside the Nine řekl: „Trávím hodně času doma. Nechodím moc ven, protože se mě sousedé bojí.“ O rok později si zahrál na albu Doomsday X od Malevolent Creation. Podle Coreyho je Mick zapáleným autorem poezie.

## Diskografie

### Slipknot
- 1999: Slipknot (album)
- 2001: Iowa (album)
- 2004: Vol. 3: (The Subliminal Verses)
- 2005: 9.0: Live
- 2008: All Hope Is Gone
- 2014: .5: The Gray Chapter
- 2019: We Are Not Your Kind
- 2022: The End, So Far

## Filmografie
- 1999: Welcome to Our Neighborhood
- 2002: Disasterpieces
- 2002: Rollerball
- 2006: Voliminal: Inside the Nine
- 2008: Nine: The Making of "All Hope Is Gone"